# 高野明彦
高野 明彦（たかの あきひこ、1956年 - ）は、日本の情報技術者、情報学者（連想情報学・関数プログラミング・プログラミング変換）。学位は博士（理学）（東京大学・2000年）。国立情報学研究所コンテンツ科学研究系教授・連想情報学研究開発センターセンター長、東京大学大学院情報理工学系研究科教授、特定非営利活動法人連想出版理事長、株式会社出版デジタル機構最高技術顧問、日本学術会議連携会員。
株式会社日立製作所中央研究所主任研究員、国立情報学研究所ソフトウェア研究系教授、国立情報学研究所情報学資源研究センターセンター長などを歴任した。

## 概要
連想検索を用いたシステムの開発に取り組む情報学者である。日立製作所では連想検索用の検索エンジン「Generic Engine for Transposable Association」を開発し、『マイペディア』などの百科事典の電子化に寄与した。国立情報学研究所では、日本の大学図書館の蔵書を連想検索するシステム「Webcat Plus」や、出版社の刊行する新書を連想検索する読書案内サービス「新書マップ」を開発した。さらに、これらを相互乗り入れさせた検索サイト「想――IMAGINE Book Search」を公開した。

## 来歴

### 生い立ち
1956年、新潟県で生まれ、その後は神奈川県にて育った。父である高野喜久雄は高等学校の教員であったが、詩人としても知られていた。喜久雄は詩作に加え、合唱曲『水のいのち』などの作詞も手掛けており、さらに「高野喜久雄の公式」を提唱した数学者でもあった。
1975年4月、東京大学の理科I類に進学した。1977年4月、理学部の数学科に進み、数学を学んだ。1980年3月、東京大学を卒業した。なお、2000年になって、東京大学より、博士（理学）の学位を授与されている。

### 技術者として
東京大学卒業後、1980年4月より日立製作所に勤務した。同月より、日立製作所の日立研究所に配属された。1983年3月、日立製作所のシステム開発研究所に配属された。1989年8月、日立製作所の基礎研究所に配属された。1995年2月には、日立製作所の基礎研究所にて主任研究員に昇任した。1996年1月からは、日立製作所の基礎研究所にて、主任研究員と研究グループリーダを務めた。1999年4月からは、日立製作所の中央研究所にて、主任研究員と研究ユニットリーダを務めた。
日立製作所では、検索技術の開発に従事していた。連想が齎すようなコンテンツ同士の互いの関連性を、数値的に情報処理して検索・表示させたいと考え、連想検索用の検索エンジン「Generic Engine for Transposable Association」を開発した。のちに、日立製作所と平凡社が共同出資して設立した日立デジタル平凡社が、百科事典の電子化を手掛けた際には、この検索技術が「連想的文書検索システム『DualNAVI』」として実装されることになった。さらに、インターネット上で『世界大百科事典』が利用できる「ネットで百科」にも、この検索技術が「デュアル連想検索」として実装されることになった。2000年12月、日立製作所を退職した。
なお、1993年8月から1994年8月にかけて、オランダの国立数学・情報科学研究所にて客員研究員を兼任した。1999年10月から2000年3月にかけて、工業技術院の電子技術総合研究所にてCOE特別研究員を兼任した。また、2000年4月から2001年3月にかけて、早稲田大学のソフトウェア生産技術研究所にて客員研究員を兼任した。そのほか、1996年度から1997年度にかけて、東京電機大学の理工学部にて講師を非常勤で兼任し、数理学科の講義を担当した。1996年度から2000年度にかけて、東京大学の大学院の理学系研究科にて講師を非常勤で兼任し、情報科学専攻の講義を担当した。

### 研究者として
研究者公募に応じ、2001年1月1日に文部省の国立情報学研究所に転じ、ソフトウェア研究系の教授に就任した。国立情報学研究所は、文部省から文部科学省を経て大学共同利用機関法人である情報・システム研究機構に移管されたが、引き続き勤務した。2006年4月1日、国立情報学研究所のコンテンツ科学研究系に異動することになり、そちらにおいても教授を務めた。同年、国立情報学研究所に連想情報学研究開発センターが設置されることになり、そのセンター長も兼務することになった。
国立情報学研究所では、日本の大学図書館の蔵書を連想検索するシステム「Webcat Plus」の開発に取り組んだ。また、この技術を横展開し、出版社が刊行する新書を連想検索する読書案内サービス「新書マップ」も構築した。さらに、国立情報学研究所に程近い東京都千代田区神田神保町の神田古書店街に立地する書店や古書店の蔵書を連想検索するポータルサイト「BOOK TOWNじんぼう」や、地図情報なども利用できるウェブサイト「神保町へ行こう」などを開発した。2006年には、これらのシステムを相互乗り入れさせた検索サイト「想――IMAGINE Book Search」を公開した。
そのほか、2002年4月より、母校である東京大学にて、大学院の情報理工学系研究科の教授に併任されている。情報理工学系研究科では、主としてコンピュータ科学専攻の講義を担当している。なお、東京大学では、2001年度に大学院にて情報理工学系研究科の講師を非常勤で兼任し、コンピュータ科学専攻の講義を担当した。同様に、2001年度から2002年度にかけては、理学部にて講師を非常勤で兼任し、情報科学科の講義を担当した。2003年4月からは、早稲田大学の理工学部にて講師を非常勤で兼任し、コンピュータ・ネットワーク工学科の講義を担当した。立命館大学のアートリサーチセンターでは、2012年4月より特別招聘教授を兼任することになったが、その後、客員教授を兼任することになった。また、内閣府の特別の機関である日本学術会議においては、2008年10月から2015年9月までの任期で連携会員を務めている。
2005年12月からは、特定非営利活動法人である連想出版にて、理事長を務めている。2012年6月からは、出版デジタル機構にて、最高技術顧問を務めている。

## 研究
大学では数学科に在籍していたが、その後の専門は情報学であり、連想情報学、関数プログラミング、プログラミング変換といった分野を中心に研究を続けている。特に連想情報学については、日立製作所在籍時から連想検索の検索エンジンの開発に取り組むなど、ライフワークとなっている。集積された情報を連想計算用メカニズムに変換する手法を開発するとともに、連想計算を応用した連想検索や特徴語抽出による要約といった機能の開発も手掛けている。これらの知見を応用し、連想計算を利用した各種システムを構築している。具体的には、連想検索用の検索エンジン「Generic Engine for Transposable Association」を開発した経験を生かし、それを応用・発展させる形で「Webcat Plus」、「新書マップ」、「想――IMAGINE Book Search」など、連想検索を実装したシステムを次々と開発した。
そのほか、電子読書支援システムの開発にも取り組んでいる。書籍の本文だけでなく、それにリンクしたコラムや脚注を表示させ、脚注にはテキスト、図版に加え映像なども表示させることで、より理解が深まる工夫がなされている。この技術を用いたサイトとして「渋沢敬三アーカイブ」を公開した。実業家にして民俗学者であった渋沢敬三の著作が2014年1月1日からパブリックドメインになったことを機に、本文に渋沢の著作を表示し、その脚注としてウィキペディア日本語版のコンテンツが表示されるアーカイブを構築した。そのほか、国立国会図書館の「NDLラボ」においても同様のシステムの構築実験を実施しており、こちらではウィキペディア日本語版や英語版ウィキペディアのコンテンツに加え、ウィキペディア日本語版の連想検索結果や「新書マップ」の内容も脚注に表示させることができるようになった。
これらの業績は高く評価されており、2011年4月には、丸川雄三とともに、科学技術分野の文部科学大臣表彰科学技術賞（理解増進部門）を授与された。また、2013年10月には、岩瀬弥助記念書物文化賞が授与されている。
高野個人に対して贈られる賞だけではなく、手掛けたプロジェクトに対して贈られた賞も多い。2008年5月の東京インタラクティブ・アド・アワードでは、「想――IMAGINE Book Search」がサイト部門プロダクトサイト入賞を果たすと同時に「Powers of Information」がサイト部門キャンペーンサイト入賞を果たし、国立情報学研究所連想情報学研究開発センターと連想出版に賞が贈呈された。同年10月のグッドデザイン賞では、「神保町へ行こう」と「想――IMAGINE Book Search」と「国立美術館遊歩館」とがそれぞれ同時に受賞し、いずれも国立情報学研究所連想情報学研究開発センターと連想出版に賞が贈呈された。翌年10月のグッドデザイン賞においても、「絵引――絵で引く錦絵アーカイブシステム」で再び受賞を果たし、こちらは渋沢栄一記念財団実業史研究情報センター、国立情報学研究所連想情報学研究開発センター、連想出版に賞が贈呈された。2011年12月のJEPA電子出版アワードベンチャー・マインド賞では、「e読書ラボ」が受賞を果たし、国立情報学研究所に賞が贈呈された。
学術団体としては、計算機械学会、日本ソフトウェア科学会、情報処理学会などに所属している。なお、日本ソフトウェア科学会では理事を、関数型および論理型プログラミングに関する国際シンポジウムではプログラム委員を務めた。

## 人物
2011年3月11日に発生した東北地方太平洋沖地震と、それにともなう東日本大震災を目の当たりにし、「僕らがこれまでやってきた技術は、ほとんどなんの役にも立たなかった」と強い衝撃を受けた。以来、自身の仕事に対して自問自答する日々が続いたが、国宝『紙本著色玄奘三蔵絵』を観たことをきっかけに前向きに取り組むようになった。「東京でも、いつか必ず大きな地震がまた起きるでしょう。そのときに『東京アーカイブ』みたいなものが、はたして本当に生き延びられるか。もしも神保町の古本屋街がつぶれたら、そこにある日本のかなりの記憶が消えてしまう。そういう部分に備えていくのであれば、自分でも役に立つ」と考え、アーカイブ化事業に意欲的に取り組むようになった。「僕らは、記憶の上澄みだけを扱ってきた。でも震災後に聞こえてきた『助けてくれ』という声は、本当にもっと生々しいものだった。被災した現地にあったものは、すべて流れて消えてしまったわけです。消えてしまってから集めようとしても、それはほとんど虚しい作業になってしまう」と述べたうえで「本当に記憶というものを残したいのなら、なにも起きないうちからやっておかないといけない」と主張し、アーカイブ化の意義を説いている。

## 家族・親族
- 高野喜久雄（父） - 教育者・詩人・数学者

## 略歴
- 1956年 - 新潟県にて誕生。
- 1975年 - 東京大学理科I類入学。
- 1977年 - 東京大学理学部進学。
- 1980年 - 東京大学理学部卒業。
- 1980年 - 日立製作所入社。
- 1980年 - 日立製作所日立研究所配属。
- 1983年 - 日立製作所システム開発研究所配属。
- 1989年 - 日立製作所基礎研究所配属。
- 1993年 - 国立数学・情報科学研究所客員研究員。
- 1995年 - 日立製作所基礎研究所主任研究員。
- 1996年 - 日立製作所基礎研究所研究グループリーダ。
- 1996年 - 東京電機大学理工学部講師。
- 1996年 - 東京大学大学院理学系研究科講師。
- 1999年 - 日立製作所中央研究所主任研究員。
- 1999年 - 日立製作所中央研究所研究ユニットリーダ。
- 1999年 - 電子技術総合研究所COE特別研究員。
- 2000年 - 早稲田大学ソフトウェア生産技術研究所客員研究員。
- 2000年 - 日立製作所退職。
- 2001年 - 国立情報学研究所ソフトウェア研究系教授。
- 2001年 - 東京大学大学院情報理工学系研究科講師。
- 2001年 - 東京大学理学部講師。
- 2002年 - 東京大学大学院情報理工学系研究科教授。
- 2003年 - 早稲田大学理工学部講師。
- 2004年 - 国立情報学研究所情報学資源研究センターセンター長。
- 2005年 - 連想出版理事長。
- 2006年 - 国立情報学研究所コンテンツ科学研究系教授。
- 2006年 - 国立情報学研究所連想情報学研究開発センターセンター長。
- 2008年 - 日本学術会議連携会員。
- 2012年 - 立命館大学アートリサーチセンター特別招聘教授。
- 2012年 - 出版デジタル機構最高技術顧問。
- 2015年 - 一般社団法人タイムマップ代表理事。
- 2017年 - デジタルアーカイブジャパン推進委員会 実務者検討委員会 座長。
- 2020年 - Cultural Japan 稼働。

## 賞歴
- 2011年 - 科学技術分野の文部科学大臣表彰科学技術賞（理解増進部門）。
- 2013年 - 岩瀬弥助記念書物文化賞。

## 著作

### 共著
- 土屋俊ほか著『電子ジャーナルで図書館が変わる』丸善、2003年。ISBN 4621071807
- 藤山秋佐夫ほか著『バイオ・情報の最前線』丸善、2005年。ISBN 462105371X
- 太田光・田中裕二・高野明彦著『検索エンジンは脳の夢を見る――連想情報学』講談社、2008年。ISBN 9784062826242
- 高野明彦・吉見俊哉・三浦伸也著『311情報学――メディアは何をどう伝えたか』岩波書店、2012年。ISBN 9784000285285

### 執筆等
- 長尾眞監修、工作舎取材・編集『ヒューマン・インフォマティクス――触れる・伝える・究めるデジタル生活情報術』工作舎、2005年。ISBN 4875023863
- 出版コンテンツ研究会ほか著『デジタルコンテンツをめぐる現状報告――出版コンテンツ研究会報告2009』ポット、2009年。ISBN 9784780801286
- NHK「ITホワイトボックス」プロジェクト編『「ネットに弱い」が治る本――世界一やさしいネット力養成講座――NHK ITホワイトボックス』講談社、2009年。ISBN 9784063793819